# House Vision
House Vision is een Nederlands televisieprogramma.

## Format
Het programma wordt sinds september 2004 op RTL 4 uitgezonden. House Vision richt zich op kijkers die geïnteresseerd zijn in het kopen of huren van een vakantiewoning in zowel Nederland als in het buitenland. Elke week wordt er een andere bestemming/locatie aangedaan. Daarnaast neemt de presentator neemt de gasten mee vaak op een uitje in de nabije omgeving. Het programma is een gesponsorde mix van informatie en promotie. Op de website van het programma worden ook huizen te koop en te huur aangeboden.
In het voorjaar van 2010 werd de voorlopig laatste aflevering uitgezonden. Een jaar later keerde het programma weer terug op de commerciële zender met twee specials. Vanaf het najaar van 2012 is House Vision weer wekelijks (52 weken per jaar) te zien bij RTL 4 op de zaterdag rond 17.30 uur en de herhaling wordt op de zondag uitgezonden rond 10.20 uur. De presentatie is in handen van Koert-Jan de Bruijn en Nana Piguillet-Appiah.

## Presentatoren
- John Williams[1] (2004-2007)
- Stella Gommans[1] (2004-2008)
- Quinty Trustfull[2] (2006-2008)
- Tim Immers[1] (2006-2019)
- Jet Sol[2] (2007)
- Natasha van den Brand Horninge[3] (2008-2009)
- Evelyn Struik[4] (2008-2014)
- Koert-Jan de Bruijn[4] (2008-2009, 2019-heden)
- Chimène van Oosterhout (2013-2014)
- Wytske Kenemans (2015)
- Nana Piguillet-Appiah (2016-heden)